# Nicolau de Mires
Nicolau de Mires o Nicolau Sofista (en llatí Nicolaus, en grec Νικόλαος) va ser un sofista grec de l'època romana d'Orient nadiu de Mires a Cilícia que va viure durant el regnat de l'emperador romà d'Orient Flavi Valeri Lleó i de l'emperador Anastasi, és a dir al segle v. Suides l'esmenta en dues entrades diferenciades, però els estudiosos moderns creuen que és la mateixa persona.
Deixeble de Làcares i de Procle, va ensenyar a Constantinoble i va ser l'autor de les obres anomenades en grec Τέχνη ῥητορική i Μελέται ῥητορικαί, recollides per Fabricius, que les va publicar a la seva obra Bibliotheca graeca, i Προγυμνάσματα (aquesta última va ser atribuïda inicialment a Libani).